# Langdon Gilkey
Langdon Brown Gilkey (* 9. Februar 1919 in Chicago; † 19. November 2004 in Charlottesville) war ein US-amerikanischer protestantischer ökumenischer Theologe und Hochschullehrer an verschiedenen internationalen Universitäten.

## Leben und Wirken
Gilkey war ein Enkel mütterlicherseits von Clarence Talmadge Brown (* 1860), dem ersten protestantischen Pfarrer einer Gemeinde in Salt Lake City. Sein Vater war Charles Whitney Gilkey (1882–1968), ein liberaler Theologe und der erste Dekan der University of Chicago Rockefeller Chapel. Seine Mutter war Geraldine Gunsaulus Brown (1889–1955) eine bekannte Feministin und Leiterin des YWCA.
Gilkey besuchte die Grundschule der University of Chicago Laboratory School und absolvierte 1936 die Asheville School for Boys in North Carolina. 1940 erwarb er seinen Bachelor of Arts in Philosophie mit magna cum laude an der Harvard University, wo er während seines ersten Studienjahres in Grays Hall lebte. Im folgenden Jahr ging er nach China, um Englisch an der Yanjing-Universität zu unterrichten, und wurde anschließend im Jahre 1943 während des Zweiten Weltkriegs von den Japanern inhaftiert, zunächst unter Hausarrest an der Universität gestellt und später in einem Internierungslager in der Nähe der Stadt Weifang in der Provinz Shantung gefangen gehalten. Dort war Eric Liddell ebenfalls interniert.
Nach dem Zweiten Weltkrieg promovierte Gilkey in Religionswissenschaften an der Columbia University in New York und wurde von Reinhold Niebuhr als Mentor und Lehrassistent betreut. Er war Fulbright-Stipendiat an der Universität Cambridge, hier verbrachte er die Zeit von 1950 bis 1951. Im Anschluss daran wurde er von 1951 an bis 1954 Professor am Vassar College und dann von 1954 bis 1963 an der Vanderbilt Divinity School. Im Jahre 1960 erhielt er ein Guggenheim-Stipendium, um in München studieren zu können. Ein weiteres Guggenheim-Stipendium Mitte der 1970er Jahre führte ihn nach Rom. Ende 1963 wurde er Professor an der Divinity School der University of Chicago. Er wurde schließlich bis zu seiner Emeritierung im März 1989 zum Shailer-Mathews-Professor für Theologie ernannt.
Während eines Sabbatjahres 1970 lehrte er an der Universität Utrecht in den Niederlanden. Im Jahre 1975 unterrichtete er an der japanischen Universität Kyōto. In seiner dortigen Vorlesungsreihe beschäftigte er sich mit den Umweltgefahren der Industrialisierung. Nach seiner Emeritierung hielt er bis 2001 Vorlesungen an der University of Virginia und der Georgetown University. In dieser letzten Periode seiner Lehrtätigkeit war er für ein Jahr als Gastprofessor an der Theologischen Abteilung (jetzt Divinity School) des Chung Chi Colleges, an der Chinesischen Universität von Hongkong tätig.
1994 wurde Gilkey in die American Academy of Arts and Sciences gewählt.

## Publikationen (Auswahl)
- Naming the Whirlwind A Renewal of God Language. 1970.
- Catholicism Confronts Modernity: A Protestant View. 1975. ISBN 978-0-8164-1163-4.
- Reaping the Whirlwind: A Christian Interpretation of History. 1976. ISBN 978-0-8164-0308-0.
- Message and Existence: An Introduction to Christian Theology. 1979. ISBN 978-0-8164-0450-6.
- Through the Tempest: Theological Voyages in a Pluralistic Culture. ISBN 978-0-8006-2484-2.
- Nature, Reality, and the Sacred: The Nexus of Science and Religion. Fortress Press, Minneapolis, Minn. 1993. ISBN 978-0-8006-2754-6.
- Creationism on Trial: Evolution and God at Little Rock. 1985. ISBN 978-0-8139-1854-9.
- Religion and the Scientific Future: Reflections on Myth, Science, and Theology. ISBN 978-0-86554-030-9.
- Contemporary Explosion of Theology: Ecumenical Studies in Theology. ISBN 978-0-8108-0794-5.
- Society and the Sacred: Toward a Theology of Culture in Decline. ISBN 978-0-8245-0089-4.
- Der Himmel und Erde gemacht hat. Claudius-Verlag, München 1971, ISBN 3-532-71232-6